# Unitățile federative ale Braziliei
Brazilia este împărțită political și administrativ în 27 de unități federative, ele fiind 26 de state și un district federal.

## Listă
| Drapel | Unitate             | Abreviere | Capitală       | Suprafață (km²) | Populație (2005) | Densitate (2005) | PIB (% din total) (2005) | PIB per capita în R$ (2005) | IDU (2005) | Nivel de educație (2003) | Mortalitate infantilă (2007) | Speranța de viață (2007) |
| ------ | ------------------- | --------- | -------------- | --------------- | ---------------- | ---------------- | ------------------------ | --------------------------- | ---------- | ------------------------ | ---------------------------- | ------------------------ |
|        | Acre                | AC        | Rio Branco     | 152.581,4       | 656.043          | 4.30             | 4.835.747 (0,2%)         | 7.041                       | 0.751      | 84%                      | 30,7‰                        | 71.4                     |
|        | Alagoas             | AL        | Maceió         | 27.767,7        | 3.015.912        | 108.61           | 15.763.636 (0,66%)       | 5.164                       | 0.677      | 70%                      | 50,0‰                        | 66.8                     |
|        | Amapá               | AP        | Macapá         | 142.814,6       | 594.587          | 4.16             | 5.260.535 (0,22%)        | 8.543                       | 0.780      | 91%                      | 23,9‰                        | 70.4                     |
|        | Amazonas            | AM        | Manaus         | 1.570.745,7     | 3.232.330        | 2.05             | 39.766.086 (1,65%)       | 11.829                      | 0.780      | 94%                      | 25,9‰                        | 71.6                     |
|        | Bahia               | BA        | Salvador       | 564.692,7       | 13.815.334       | 24.46            | 96.559.993 (4,07%)       | 6.922                       | 0.742      | 79%                      | 33,4‰                        | 72.0                     |
|        | Ceará               | CE        | Fortaleza      | 148.825,6       | 8.097.276        | 54.40            | 46.310.492 (1,95%)       | 5.636                       | 0.723      | 78%                      | 29,7‰                        | 70.3                     |
|        | Districtul Federal  | DF        | Brasília       | 5.822,1         | 2.333.108        | 400.73           | 89.630.682 (3,78%)       | 37.600                      | 0.874      | 96%                      | 16,8‰                        | 75.3                     |
|        | Espírito Santo      | ES        | Vitória        | 46.077,5        | 3.408.365        | 73.97            | 52.782.914 (2,23%)       | 15.236                      | 0.802      | 90%                      | 18,9‰                        | 73.7                     |
|        | Goiás               | GO        | Goiânia        | 340.086,7       | 5.619.917        | 16.52            | 57.091.081 (2,41%)       | 9.962                       | 0.800      | 90%                      | 19,4‰                        | 73.4                     |
|        | Maranhão            | MA        | São Luís       | 331.983,3       | 6.103.327        | 18.38            | 28.621.860 (1,21%)       | 4.628                       | 0.683      | 77%                      | 39,2‰                        | 67.6                     |
|        | Mato Grosso         | MT        | Cuiabá         | 903.357,9       | 2.803.274        | 3.10             | 35.284.137 (1,49%)       | 12.350                      | 0.796      | 90%                      | 20,4‰                        | 73.1                     |
|        | Mato Grosso do Sul  | MS        | Campo Grande   | 357.125,0       | 2.267.094        | 6.34             | 24.355.772 (1,03%)       | 10.599                      | 0.802      | 91%                      | 18,5‰                        | 73.8                     |
|        | Minas Gerais        | MG        | Belo Horizonte | 586.528,3       | 19.237.450       | 32.79            | 214.814.905 (9,06%)      | 11.028                      | 0.800      | 89%                      | 20,4‰                        | 74.6                     |
|        | Pará                | PA        | Belém          | 1.247.689,5     | 6.970.586        | 5.58             | 44.376.461 (1,87%)       | 6.241                       | 0.755      | 90%                      | 24,4‰                        | 72.0                     |
|        | Paraíba             | PB        | João Pessoa    | 56.439,8        | 3.595.886        | 63.71            | 19.953.193 (0,84%)       | 5.507                       | 0.718      | 75%                      | 38,0‰                        | 69.0                     |
|        | Paraná              | PR        | Curitiba       | 199.314,9       | 10.261.856       | 51.48            | 136.681.933 (5,77%)      | 13.158                      | 0.820      | 93%                      | 18,6‰                        | 74.1                     |
|        | Pernambuco          | PE        | Recife         | 98.311,6        | 8.413.593        | 85.58            | 55.505.760 (2,34%)       | 6.528                       | 0.718      | 79%                      | 38,4‰                        | 68.3                     |
|        | Piauí               | PI        | Teresina       | 251.529,2       | 3.006.885        | 11.95            | 12.790.892 (0,54%)       | 4.213                       | 0.703      | 72%                      | 28,2‰                        | 68.9                     |
|        | Rio de Janeiro      | RJ        | Rio de Janeiro | 43.696,1        | 15.383.407       | 352.05           | 275.363.060 (11,62%)     | 17.695                      | 0.832      | 96%                      | 19,6‰                        | 73.1                     |
|        | Rio Grande do Norte | RN        | Natal          | 52.796,8        | 3.003.087        | 56.88            | 20.557.263 (0,87%)       | 6.754                       | 0.738      | 77%                      | 34,8‰                        | 70.4                     |
|        | Rio Grande do Sul   | RS        | Porto Alegre   | 281.748,5       | 10.845.087       | 38.49            | 156.883.171 (6,62%)      | 14.310                      | 0.832      | 95%                      | 13,5‰                        | 75.0                     |
|        | Rondônia            | RO        | Porto Velho    | 237.576,2       | 1.534.594        | 6.46             | 13.110.169 (0,55%)       | 8.391                       | 0.776      | 92%                      | 23,7‰                        | 71.2                     |
|        | Roraima             | RR        | Boa Vista      | 224.299,0       | 391.317          | 1.74             | 3.660.611 (0,15%)        | 9.075                       | 0.750      | 91%                      | 19,1‰                        | 69.9                     |
|        | Santa Catarina      | SC        | Florianópolis  | 95.346,2        | 5.866.568        | 61.53            | 93.193.324 (3,93%)       | 15.638                      | 0.840      | 95%                      | 16,1‰                        | 75.3                     |
|        | São Paulo           | SP        | São Paulo      | 248.209,4       | 40.442.795       | 162.93           | 802.552.824 (33,87%)     | 19.548                      | 0.833      | 95%                      | 15,5‰                        | 74.2                     |
|        | Sergipe             | SE        | Aracaju        | 21.910,3        | 1.967.761        | 89.81            | 15.126.169 (0,64%)       | 7.560                       | 0.742      | 90%                      | 33,8‰                        | 70.9                     |
|        | Tocantins           | TO        | Palmas         | 277.620,9       | 1.305.728        | 4.70             | 9.607.624 (0,41%)        | 7.210                       | 0.756      | 83%                      | 27,3‰                        | 71.3                     |